# Ossubtus
Ossubtus is een monotypisch geslacht van straalvinnige vissen uit de familie van de echte piranha's (Serrasalmidae).

## Soort
- Ossubtus xinguense Jégu, 1992